# فيكتور أربوليدا
فيكتور أربوليدا (بالإسبانية: Victor Arboleda)‏ (1997 في كولومبيا - ) هو لاعب كرة قدم كولومبي في مركز الهجوم. لعب مع ديبورتيفو كالي ونادي الصفا السعودي.

## وصلات خارجية
- فيكتور أربوليدا على موقع الدوري الأمريكي (الإنجليزية)
- فيكتور أربوليدا على موقع قاعدة بيانات كرة القدم.إي يو (الإنجليزية)
- فيكتور أربوليدا على موقع Soccerway.com (الإنجليزية)

1. ↑   https://www.uslchampionship.com/victor-arboleda. اطلع عليه بتاريخ 2020-07-21. {{استشهاد ويب}}: |url= بحاجة لعنوان (مساعدة) والوسيط |title= غير موجود أو فارغ (من ويكي بيانات) (مساعدة)